# Anton Wolfradt

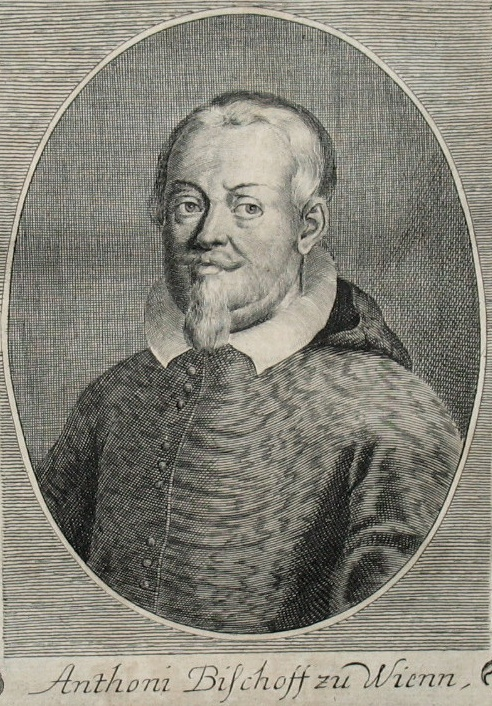
Anton Franz Wolfradt als Bischof von Wien

Anton Franz Wolfradt SOCist / OSB, auch Wolfrath (* 9. Juli 1582 in Köln; † 1. April 1639 in Wien) war Zisterzienser, ab 1613 Benediktiner, Abt von Wilhering, dann von Kremsmünster und Fürstbischof der Diözese Wien und Hofkammerpräsident.

## Leben
Anton Wolfradt war Sohn eines Schneiders. Zunächst begann er 1599 das Studium der Philosophie am Collegium Germanicum in Rom. Er trat 1601 in den Zisterzienserorden ein und legte 1604 die Feierliche Profess im Stift Heiligenkreuz ab. Danach studierte er in Rom Theologie, schloss mit dem Doktorat der Theologie ab und wurde am 21. Oktober 1607 zum Priester geweiht.
1608 lehrte er am Stift Rein bei Graz und war ab 1609 gleichzeitig Pfarrer von Gratwein. Durch die Empfehlung von Kardinal Khlesl wurde er am 14. April 1612 (konfirmiert am 21. November 1612) zum Abt des Stiftes Wilhering im obderennsischen Österreich ernannt.
Da ihn die Mönche des Benediktinerstiftes Kremsmünster zu ihrem Abt wählten, gestattete Papst Paul V. einen Übertritt in den Benediktinerorden und Wolfradt trat am 15. Dezember 1613 das neue Amt an. Er begann mit der Reform des Klosters und nahm sich auch der Nachbarstifte Schlierbach, Gleink bei Steyr und Spital am Pyhrn an.
Wegen seiner Fähigkeiten in Verwaltungs- und Finanzangelegenheiten berief ihn Kaiser Ferdinand II. im Jahr 1620 zu seinem Rat und im Oktober 1623 zum Präsidenten der Hofkammer. Gemeinsam mit dem kaiserlicher Münzwardein Vinzenz Muschinger wurde er von Kaiser Ferdinand beauftragt, der in der Kipper- und Wipperzeit entstandenen Münzentwertung entgegenzuwirken. Außerdem wurde er als Verhandler mit den aufständischen Bauern in Österreich ob der Enns und mit Wallenstein eingesetzt.
1628 wickelt Wolfradt mit Heinrich von Salburg-Falkenstein und Johann Spindler von Hofegg kommissarisch die obderennsische Landeshauptmannschaft ab, als dieses nach achtjähriger Verpfändung an Bayern ausgelöst wird.
Das Amt des Hofkammerpräsidenten, das auch wegen der enormen Schulden des Kaisers sehr schwierig war, behielt Wolfradt bis 1630.
1630 schlug ihn Kardinal Khlesl zum Koadjutor in Wien vor. Am 15. Februar 1631 ernannte ihn der Kaiser zum Bischof von Wien; die päpstliche Bestätigung erfolgte am 26. Mai. Am 2. August erhob ihn der Kaiser in den Reichsfürstenstand, am folgenden Tag wurde er zum Bischof geweiht. Weder Ferdinand II. noch Ferdinand III. hatten Erfolg bei ihren Bemühungen, für Wolfradt die Kardinalswürde zu erlangen.
1633/34 gehörte er gemeinsam mit Hans Ulrich von Eggenberg und Maximilian von und zu Trauttmansdorff zu jenen Gutachtern, die Wallenstein für einen Verschwörer hielten und Ferdinand II. zur Gefangennahme des Feldherrn rieten.
Als Bischof bemühte er sich, durch religiöse Unterweisung und Predigten eine Rückkehr der Protestanten zum katholischen Glauben zu erreichen und lehnte dabei Gewaltanwendung ab. Dazu förderte er sowohl in Wien als auch in Böhmen den Jesuitenorden.
Sein Wahlspruch „Wenn der Herrgott nicht will, nützt es gar nichts“ wurde sehr populär, auch ein bekanntes Wienerlied verwendet diesen Satz.
Er ist in der Katharinenkapelle des Wiener Stephansdoms begraben. Der selbstverfasste Spruch auf dem Epitaph lautet: „Im Leben war ich Abt, Bischof, Fürst - Nun bin ich Staub, Schatten, Nichts.“ 1894 benannte man den Wolfrathplatz in Wien-Hietzing nach ihm.